# Nagy Gyula (szobrász)
Nagy Gyula Zoltán (Makó, 1907. március 13. – 1983. augusztus) magyar szobrász.

## Életpályája
Szülei: Nagy Elek és Folkusházy Erzsébet voltak. Makó Honvéd városrészében született. Nagyapja, Nagy Gábor Békésből származott, református tanító volt; apja, Elek kántortanítóként főleg a Belvárosban tevékenykedett. 
A fiatal Gyula alapfokú tanulmányait a város több elemi iskolájában végezte – édesapját előléptetésekor gyakran helyezték át másik makói körzetbe. Már gyermekkorában megmutatkozott érdeklődése a rajzolás iránt. A ház padlásán mintázott. Gimnáziumi tanulmányait pár év után félbehagyta, mert a gépészet iránt fordult érdeklődése. A városi Ford-lerakatnál is dolgozott, munkája a vevők betanítása volt vezetésre és a gépek kezelésére. Galamb József, a Makón született gépészmérnök, Henry Ford jobbkeze is felfigyelt a fiú tehetségére, és invitálta a Ford művekhez. Nagy Gyula azonban visszautasította az ajánlatot.
Egyik városházán dolgozó ismerőse rábeszélte, hogy jelentkezzen a Képzőművészeti Főiskolára. Édesapja ellenérzése elhalványult, amikor a polgármesteri hivatal segéllyel támogatta a művészhallgatót. A város művészetpártoló mecénásai szinte versengtek azért, hogy támogathassák Nagy Gyula pályájának kezdetét. 1926-ban felvették az intézmény festészet szakára.
Évfolyamtársainak javaslatára átjelentkezett a szobrász szakra, mestere Bory Jenő lett. A ifjú művész sikerét jelzi, hogy Bory áttette a tehetségesek csoportjába. A közismert anekdota szerint a szobrásztanonc másodéves korában a tavaszi tárlaton Bory Jenő is részt vett egyik szobrával. Egy altiszt parancsára a szolga elszállította Nagy Gyula egyik alkotását is. Az alkotásokon nem szerepelt név, így történhetett, hogy a mester szobrát kizsűrizték, míg a húszéves növendék alkotása elnyerte a bírálóbizottság tetszését.
Miután több kiállításon is részt vett, és a folyóiratok is elismerően nyilatkoztak róla, a hivatalos kritika is elfogadta a művészt. A Bory-csoport meghatározó művésze lett. 1930-ban képviseltetve volt a Nemzeti Szalon kiállításán. Főiskolási éveiben oly termékeny alkotó volt, hogy az iskolát elvégezve egy teherautónyi szobrot hozott haza szülővárosába. Augusztusban a polgári leányiskola épületében rendezett kiállítást, a megnyitón Nikelszky Jenő, a város polgármestere mondott beszédet. Az esemény egyben Makó első szoborkiállítása is volt.
1931-ben Hódmezővásárhelyen, a kaszinóban állított ki; ez meghozta számára az anyagi siker is. Hét szobrát vásárolták meg. Következő év decemberében a református polgári fiúiskola adott helyet gyűjteményes kiállításának. Pasztelleket, akvarelleket, krétarajzokat és szobrokat egyaránt megtekinthetett a közönség. Szegeden a Kass Szállóban megrendezett tárlata aratott nagy sikert. Kiállításainak jövedelméből Gárdonyban telket vásárolt, és saját tervezésű nyári lakot építtetett rá.
1933-ban nem sikerült elnyernie a Návay Lajos-szobor elkészítésére kiírt pályázatot; a Csanád vármegye elöljáróiból álló szoborbizottság a tizenöt pályázó közül végül Szentgyörgyi István alkotását támogatta. Nagy Gyula – bár 500 pengőt kapott tehetsége elismeréséül – hatalmasat csalódott szülővárosában, lelki sérült lett, a döntést követően elhagyta Makót. Ezután az év nagy részét Gárdonyban töltötte, visszavonultan élt. 
1938-ban a Szegedi Képzőművészeti Egyesület szervezésében négy szobrát állították ki a múzeum tárlatán. Ezután szinte kizárólag a kisplasztikát művelte, kedvenc foglalatossága a portrékészítés volt. Megélhetését a temetőszobrászat biztosította; a makói temetőkben 10 reliefjét állították föl, elkészítette Nikelszky Jenő síremlékét és a katolikus temető hősi emlékművét.
A második világháború után oldódott elszigeteltsége, a művész visszatért Makóra. A József Attila Irodalmi és Művészeti Társaság 1947. október 25-én a városháza nagytermében képzőművészeti estet rendeztek, ahol Nagy Gyula is felszólalt. A december 7-ei tárlaton az ő szobrait is megtekinthette a közönség, Ecsődi Ákos, Loós János és Torma Imre festményei mellett.
1954-ben megházasodott, feleségül vette Dorner Ágnest, aki előbb Bogárzóban és Járandószélen (Makó külterületei) volt tanyasi tanító, később a DMKE internátus épületében működő Deák Ferenc Általános Iskolába vezényelték.

## Ismertebb alkotásai

### Szobrai
| - Atléta-fej - A megriadt - Ébredés - Fohász - Hősi emlékmű (Gárdony) - Juhász csókja - Kreutzer-szonáta - Krisztus-fej - Legény és leány búcsúja - Mária - Megriadt nő - Megtért - Nyilazó Diana | - Noé Gyula arcképe - Petőfi Sándor-szobor - Pihenő férfi - Puttó-szobor - Szégyenlős nő - Tanulmányfej I. - Tanulmányfej II. - Tavasz - Vágyódás - Vízhordó leány |

### Díszletek
Többször kapott megbízást filmek szobrászkellékeinek, építészeti enteriőrök elkészítésére. Tehetségét dicsérik az alábbi filmek díszletei:
- Éjszaka lánya
- Házassággal kezdődik
- Láp virága
- Ópiumkeringő

## Szobrainak és domborműveinek galériája

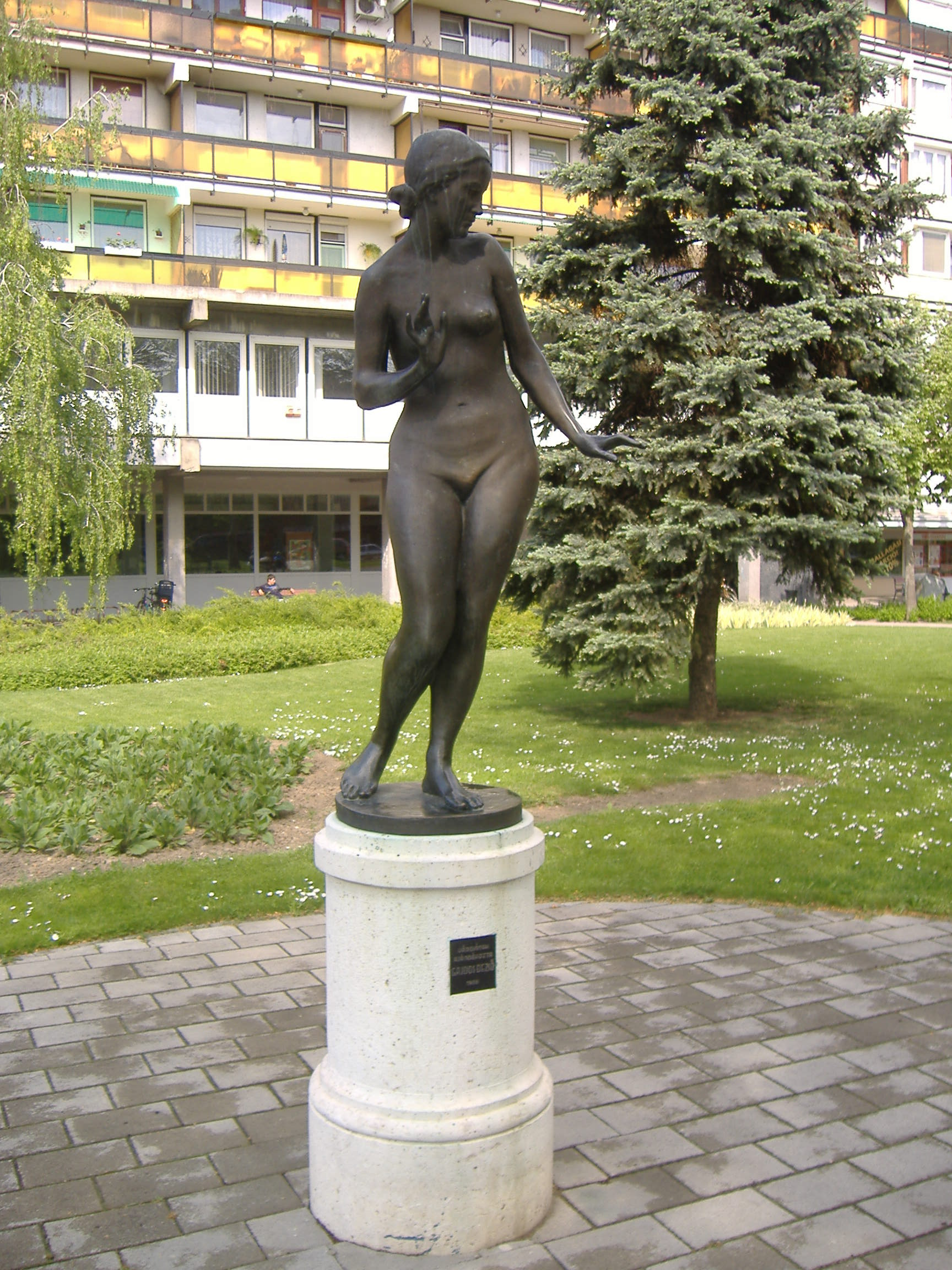
Megriadt nő, 1931
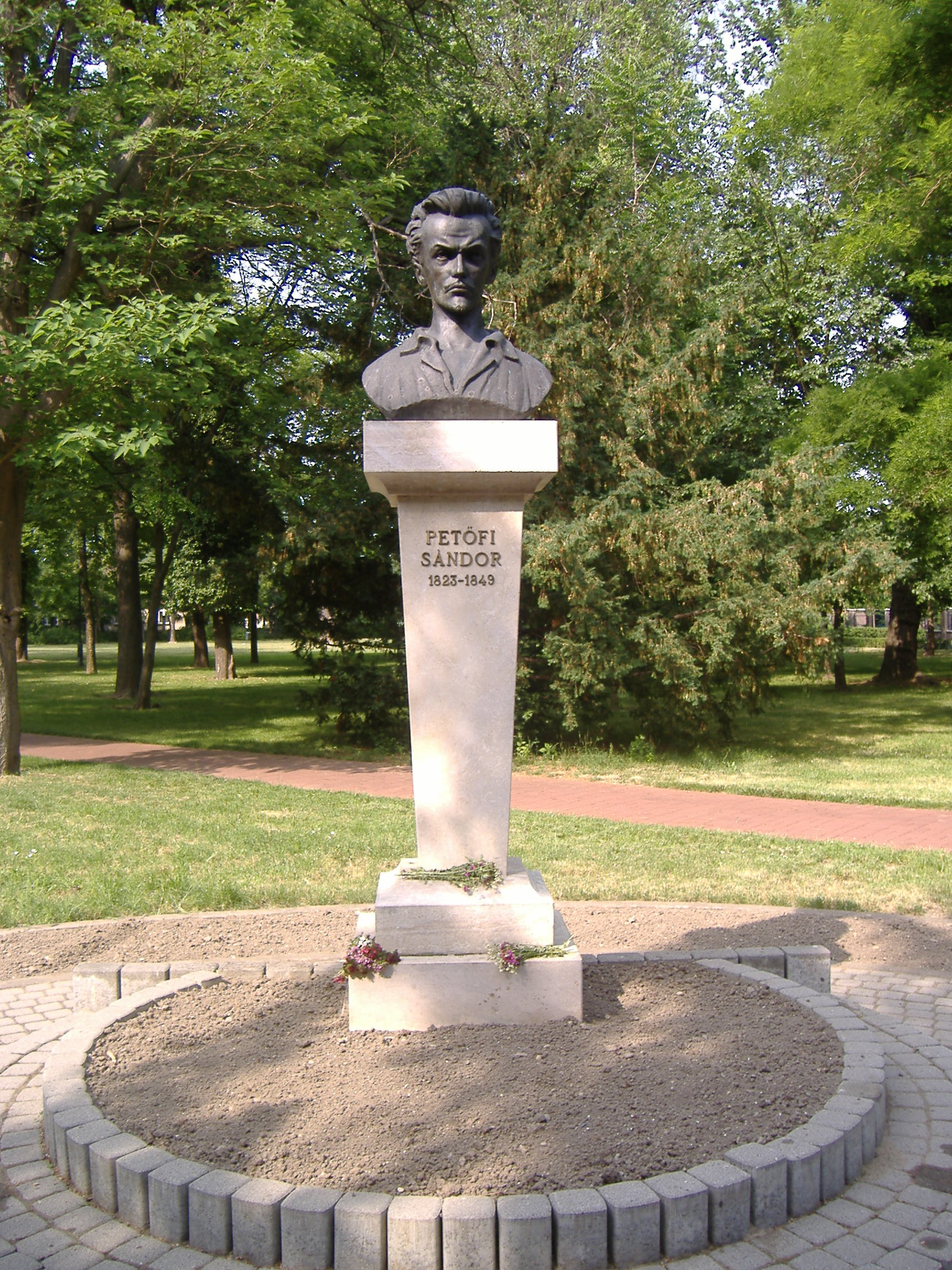
Petőfi Sándor-szobor, 1954
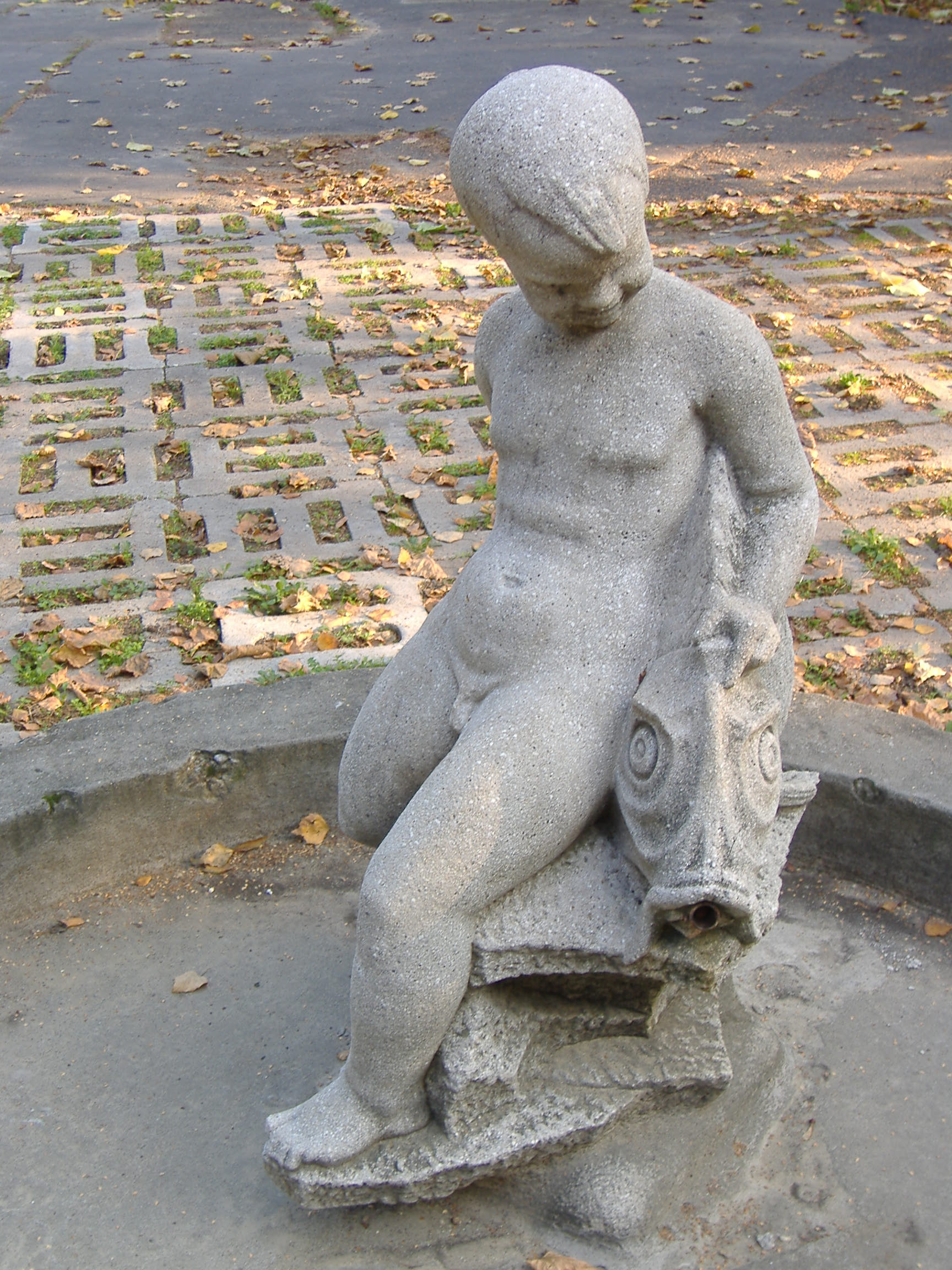
Puttó-szobor, 1948
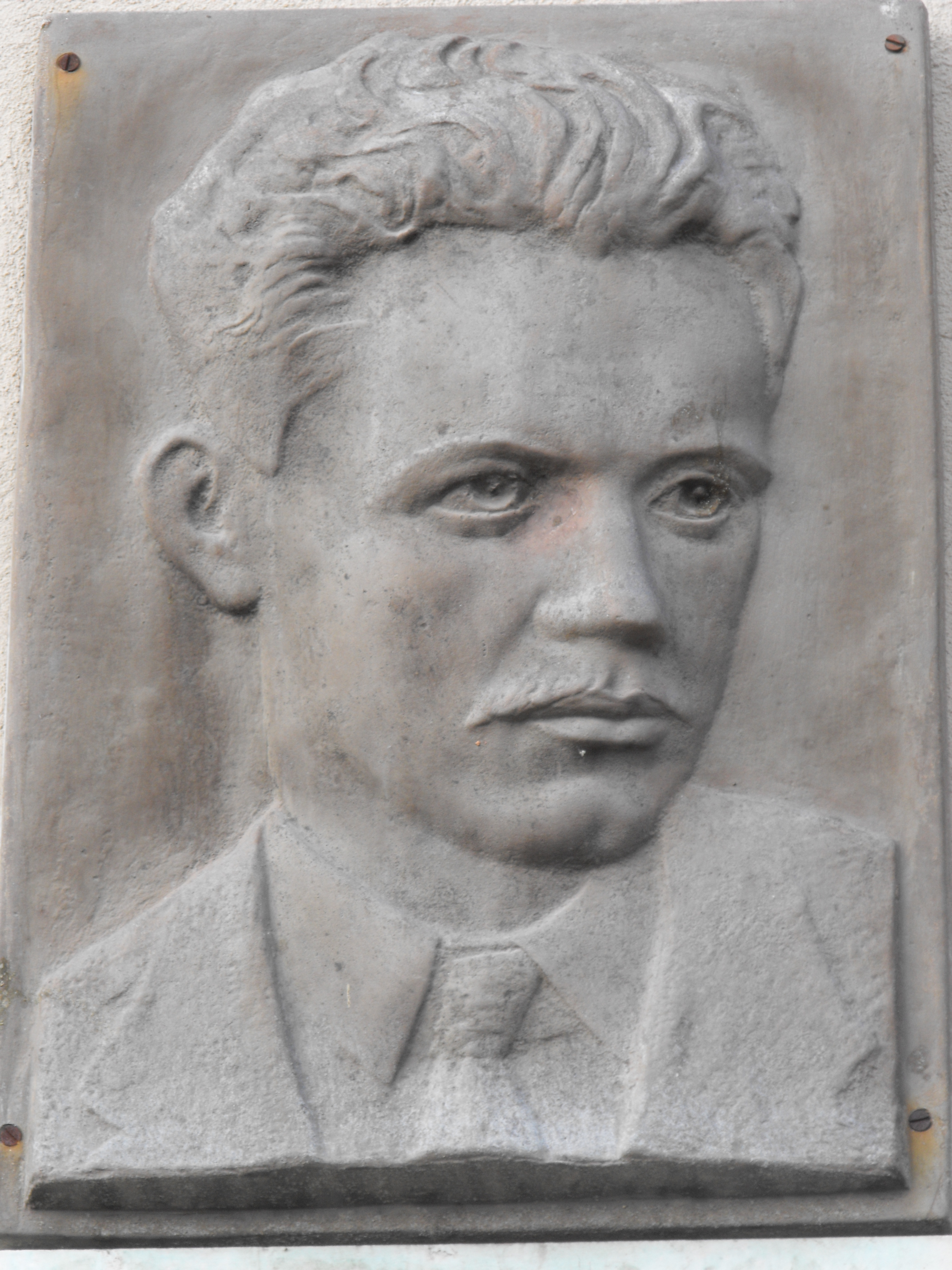
József Attila-dombormű, 1954